# Juranda
Juranda là một đô thị thuộc bang Paraná, Brasil. Đô thị này có diện tích 349,721 km², dân số năm 2007 là 7858 người, mật độ 21,9 người/km².